# Семёновка (Инсарский район)
Семёновка — деревня в Инсарском районе Мордовии в составе Сиалеевско-Пятинского сельского поселения.

## География
Находится на расстоянии примерно 18 километров по прямой на юго-восток от районного центра города Инсар.

## История
Упоминается с 1869 года как владельческая деревня из 12 дворов, названием связано с именем владельца Семёна Хитрово.

## Население
| 1989 | 2002 | 2010 |
| ---- | ---- | ---- |
| 115  | ↘75  | ↘40  |

Постоянное население составляло 75 человека (русские 92 %) в 2002 году, 40 в 2010 году.